# Os Amigos

Logo der Gruppe

Os Amigos (portugiesisch für: Die Freunde) war eine portugiesische Musikgruppe aus den 1970er-Jahren.

## Werdegang
Die Mitglieder waren Fernanda Picarra, Luisa Basto, Edmundo Silva, Ana Bola, Fernando Tordo und Paulo de Carvalho. Tordo vertrat Portugal beim Eurovision Song Contest 1973 und erreichte den zehnten Platz, de Carvalho vertrat Portugal ein Jahr später und erreichte nur den 14. Platz.
Mit dem Lied Portugal no coração (portugiesisch für: Portugal im Herzen) nahm die Band teil am Festival da Canção 1977, der portugiesischen Vorentscheidung für den Eurovision Song Contest 1977. Jedes Lied wurde von zwei Teilnehmern gesungen, und das Publikum wählte Os Amigos vor Gemini, die ein Jahr später die Vorentscheidung gewannen.
Beim Grand Prix Eurovision erreichte die Band mit dem Stück nur den 14. Platz.

## Diskografie
- 1977: Júlia Babo & Os Amigos: Avante Norte (7"EP, Toma Lá Disco)
- 1977: Os Amigos: Portugal No Coração (7" Single, Toma Lá Disco)

Dazu kommen noch drei Beteiligungen an Kompilationen.